# 広瀬川 (宮城県)
広瀬川（ひろせがわ）は、宮城県仙台市を流れる名取川水系名取川支流の一級河川である。

## 概要
仙台市のシンボルとして親しまれている川であり、ヒット曲となった『青葉城恋唄』（歌/さとう宗幸）にも唄われた。
中流域では仙台市都心部の西縁から南縁を経て東流するが、都心部が広がる河岸段丘の段丘面と川面との間には数十mの高低差の段丘崖となる。そのため両岸には自然が多く残され、初夏の鮎釣り、秋の芋煮会など市民が川面や河原まで降りてレジャーを行うことも多く、牛越橋より上流ではカヌーも楽しめる。また仙台七夕花火祭や広瀬川灯籠流しなど祭りの会場にもなる。

## 地理
宮城県仙台市青葉区作並の山形県境に位置する関山峠付近に源を発する。国道48号に沿う風倉沢と関山峠から流れる坂下沢が合流した地点が一級河川の上流端である。山岳地帯を南東へ流れ愛子盆地に入る。大倉川を合わせる辺りは両岸に河岸段丘を発達させている。盆地内の支流を集め、権現森と蕃山の間を抜ける途中はV字谷を形成する。ここまで仙山線と国道48号がほぼ川と平行に走っている。V字谷を抜けると、仙台市街地へと達する。右岸に青葉山、左岸に仙台市都心部を見ながら、蛇行しつつ都心部の南西端を形作って流れる。この区間では、広瀬川によって古い段丘面（より標高が高い）から台原段丘 - 青葉山段丘、仙台上町段丘、仙台中町段丘、仙台下町段丘の4つに大きく分けられる段丘を形成している。愛宕大橋より下流では、南東方向に直線的に流れ、太白区四郎丸地区で名取川に合流する。
上流は紅葉の名所で作並温泉がある。上流の渓谷の景勝はもとより、市街地に入っても草木と崖が多く趣ある景色を作っている。化石採集の適地がところどころにある。埋れ木や珪化木の産地として有名である。宮沢橋から広瀬橋辺りにかけての区間で長町-利府線を越え、それより下流で沖積平野を形成する。両岸に自然堤防が発達し、その微高地上では旧石器時代から古代の遺跡が数多くある。

## 歴史
長町-利府線より下流の両岸（沖積平野）にある微高地には、旧石器時代から古代の遺跡が数多く見られる。そのため、この地区が同時期の仙台平野の中心地と見られている。南小泉遺跡などの集落跡や遠見塚古墳がある左岸が当初は中心地だったようだが、後に古墳群がある右岸に中心地が移ったようである。その後、最初の陸奥国国府と見られる郡山遺跡が右岸に築かれた。多賀城設置後は、当地が中心地ではなくなったが、陸奥国分寺・陸奥国分尼寺が設けられた。
『吾妻鏡』に、源頼朝の軍勢の進攻に備えて奥州藤原氏が防衛線を「広瀬河」に作ったとあり、これが広瀬川の文献初見である。南北朝時代には広瀬川の戦いが南北両朝の間で戦われた。
広瀬川中流域は河岸段丘となっており、広瀬川は一段低いところを流れている。水を引き揚げることが難しかったために、中世まで未開発の原野（宮城野）として取り残された。江戸時代に伊達氏が居城にした仙台城は、広瀬川中流の右岸にある青葉山に築かれ、川を第一線の守りにした。このため、仙台城の城下町はこの水の乏しい河岸段丘の原野に開かれることになり、数万の人々が生きていくために必要な井戸水を涵養するためにも、利水が重要になった（→#利水参照）。後に城下町を基盤に仙台市都心部が築かれていくが、1923年（大正12年）の市営上水道の給水開始以降、井戸水で支えられる人口以上の都市化が実現した。
仙台城とその城下町および若林城とその城下町の建設には建材として大量の材木が必要であったが、材木を城下に運ぶ経路の1つとして広瀬川が用いられた。材木は、河口から遡って舟丁辺りで陸揚げされたようである。また、江戸時代は家庭での燃料を炭や薪に依存していたため、名取川上流で伐採された丸太を冬季に流し（木材流送）、木流堀を経由して広瀬川に運び入れた。これを、藩が家臣に支給しており、広瀬川沿いに貯木場があった。幕末に広瀬川中流域で亜炭が発見されて以降、家庭でのエネルギーとして亜炭の比率が上がっていくが、エネルギー革命により亜炭採掘も貯木場も1950年代に終わりを告げた（仙台市の亜炭参照）。
江戸時代には、広瀬川は上流から下流までそれぞれ流れる場所の地名をとって様々な名で呼ばれた。上流から、作並川、熊ヶ根川、野川、愛子川、郷六川、仙台川、長町川、若林川である。また大川とも呼ばれた。ここでいう仙台川は、仙台市の北部を流れる現代の仙台川とは別ものである。上流部で広瀬川の本流は明治時代の初めまで現在の大倉川とされており、下って1931年にもそのような理解があった。実際、大倉川は現在本流とされる作並・熊ヶ根の川より長い。
明治になって文明開化の波が仙台にも及ぶと、牛乳や牛肉の需要が興り、広瀬川中流の下町段丘では牧場が営まれるようになった。河川敷での放牧権を県から買った牧場主たちが、毎年5月から10月頃まで、牧場がある下町段丘から河川敷に牛を連れて降り、牛に草を食ませた。高度経済成長で大資本の乳業会社が仙台にも進出したことや、周辺の宅地化の影響もあって、昭和40年代末には牧場は姿を消し、放牧も行われなくなった。
戦後占領期、川内にキャンプ・センダイをおいたアメリカ軍は未処理の下水を川に流した。他にも市内の排水が流れ込むようになり、広瀬川の水質は悪化して、市街に入るあたりから川下に魚が棲まなくなった。仙台市は1974年（昭和49年）に「広瀬川の清流を守る条例」を制定して川沿いの土地建物の変更や土・木の採取、川への排水に規制を加え、あわせて下水道の整備に努めた。
水質は平成に入る頃には回復し、最近では釣り人もよく見かける。1983年（昭和58年）に朝日新聞社と同社が設立した森林文化協会が、「21世紀に残したい日本の自然100選」の中に広瀬川を選んだ。1985年（昭和60年）に環境庁が名水百選の一つに広瀬川を選んだ。1996年（平成8年）に環境庁は「残したい日本の音風景100選」 に「広瀬川のカジカガエルと野鳥」を選んだ。近年、上流の取水による、中流における夏季の流量減少が問題となっている。

## 水質
2011年度の調査では、最上流部の広瀬橋から市街部の愛宕橋まで、生物化学的酸素要求量(BOD)75%値は0.5 mg/Lから 0.7 mg/Lの間の低い値に収まったが、ただ、名取川との合流点付近でだけ1.9 mg/Lとやや高めだった。2018年度に同じ値は0.5mg/L以下から0.8mg/Lで、合流点付近でも0.9mg/Lになった。

## 利水
上、中流部では谷が深いため、広瀬川の水を引き揚げて利用することはない。熊ヶ根の野川橋付近では、右岸の岸壁に穴が穿ってあり、籠岩と呼ばれる。かつて水路の取水口にしようとして断念した箇所ではないかといわれるが、定かではない。
郷六にある新生瀬橋川下の左岸には四谷堰（四ツ谷堰）がある。江戸時代の四ツ谷用水の取水口で、当時はこの水が城下町に張り巡らされ主に浅層地下水を涵養し、冬季の乾燥による井戸枯れを防いでいた。この井戸水の安定供給によって城下に5万人を超える人口が涵養された。四ツ谷用水の開渠部では、生活用水・防火用水・水車の動力・産業用水および排水路として利用された。四ツ谷用水本流の末部は、それまで水量が乏しかった梅田川と合流して梅田川の水量を安定化したため、さらに東にある宮城郡域の宮城野（仙台平野）に用水を張り巡らすことを可能にした。現在は、梅田川を越えて大梶浄水場にまで水を引き、仙台市と塩竈市で工業用に利用されている。
さらに下流の右岸にある北堰からは、明治時代に作られた三居沢発電所で使われる水が取り入れられている。この水路はほとんどの行程を山の下に穿たれたトンネルを通り、発電所で使われてから、牛越橋付近で広瀬川に戻る。
愛宕橋の川下にある愛宕堰からは、下流左岸の七郷堀と六郷堀を流れる農業用水が取り入れられる。これにより、左岸の名取郡域の仙台平野の灌漑がなされた。さらに下流にある郡山堰からは、右岸の名取郡域に郡山堀の用水が取り入れられる。
支流の大倉川には大規模なダムがあり、上水道、農業用水、発電用水に用いられる。青下川も仙台の水道源である。

## 水害
- 1835年（天保6年）8月29日 - 奥羽国境から仙台城下にかけて大嵐と大雨。水位が7メートルを超えて武家地や町が広く浸水した。流失299件、半流（一部損傷）356件[12]。
- 1901年（明治34年）
- 1950年（昭和25年）8月4日 - 集中豪雨により市内各所で氾濫。死者3人、行方不明者16人、家屋流失102戸、浸水家屋約5000戸、被災者約50000人。特に花壇に存在した市営住宅は、59戸が次々と押し流される被害となった[13]。

## 生物
江戸時代から明治時代には、鱒（サクラマス）、鮭（サケ）、鮎（アユ）が漁獲された
。鮭は明治20年（1887年）代の初めに約450トン採れたが、その後減少した
。鮎は同じく約30トンが採れ、20世紀後半に減少した
。鮭と鮎は稚魚を放流して増加を図っている
。

## 支流
- 風倉沢
- 坂下沢
- 小綱鳥沢
- 大綱鳥沢
- 熊沢
- 新川川 - 北沢、南沢、宮の沢川
- 青下川 - 豆沢川
- 大倉川 - 戸立沢、南沢、湯川、横川、大倉湖（大倉ダム）
- 白沢川
- 大栗沢川
- 堀切川
- ひじり沢
- 芋沢川 - 白坂川、蒲沢川、赤坂川
- 斉勝川
- 竜沢
- 綱木川
- 石山沢
- 鶏沢
- 竜ノ口沢
- 七郷堀、六郷堀
- 郡山堀
- 木流堀

## 橋梁
BODはその地点での水質にかかわる生物化学的酸素要求量。数値は2011年度のもので、低いほど良い。
- 鍋越橋 - 国道48号
- 第二中の目橋 - 国道48号
- 第一中の目橋 - 国道48号
- 広瀬橋 - 熊沢林道（BOD 0.5 mg/L）
- 新作並橋
- 泉橋 - 国道48号
- 作並橋 - 仙台市道長原元木線
- 湯渡戸橋 - 国道48号
- 旧湯渡戸橋 - 仙台市道湯の原線
- 作並宿橋 - 仙台市道作並宿線
- 相生橋 - 国道48号 (BOD 0.6 mg/L)
- （第三広瀬川橋梁） - 仙山線
- 日陰橋 - 仙台市道日陰線
- ニッカ橋 - 仙台市道鎌倉初小屋線
- 川崎橋 - 仙台市道戸崎線
- セイコウ大橋 - 仙台市道新川ハイランド線
- 第二広瀬川橋梁（熊ヶ根鉄橋） - 仙山線
- 熊ヶ根橋 - 国道48号
- 野川橋 - 仙台市道白沢熊ヶ根線 (BOD 0.5 mg/L)
- 苦地橋 - 仙台市道赤生木畑前線
- 渡幸大橋 - 仙台市道上愛子芋沢線
- 柿崎橋 - 仙台市道倉内八ツ前線
- 鳴合橋 - 仙台市道青野木鳴合線 (BOD 0.7 mg/L)
- 開成橋 - （仙台市道愛子赤坂線）
- 落合水管橋
- 大沢橋 - 国道457号
- 第一広瀬川橋梁 - 仙山線
- 新落合橋 - 仙台市道落合郷六線
- 広瀬川橋 - 東北自動車道
- 生瀬橋 - 宮城県道31号仙台村田線 (BOD 0.6 mg/L)
- 新生瀬橋 - 宮城県道37号仙台北環状線
- 牛越橋 - 仙台市道三居沢道線
- 澱橋 - 仙台市道澱橋通線
- （支倉橋 - 江戸時代初期にあった。今はない。澱橋の項を参照）
- 仲の瀬橋 - 仙台西道路、国道48号、仙台市道仲の瀬橋線
- 広瀬川橋梁 - 仙台市地下鉄東西線
- 大橋 - 仙台市道青葉山線
- （仙台橋 - 江戸時代初期にあった。今はない。大橋の項を参照）
- （花壇橋 - 江戸時代初期にあった。今はない）
- 評定河原橋 - 仙台市道評定河原渡船線
- 霊屋橋 - 仙台市道霊屋下米ヶ袋線
- 愛宕大橋 - 国道286号、広瀬河畔通り
- 愛宕橋 - 仙台市道愛宕橋線 (BOD 0.7 mg/L)
- 宮沢橋 - 仙台市道宮沢橋線
- 広瀬橋 - 宮城県道54号井土長町線、奥州街道、陸羽街道
- （橋） - （水管橋）
- 広瀬川水管橋
- （大橋 - 江戸時代初期にあり、若林城に通じた。今はない）
- 広瀬川橋梁 - 東北新幹線
- 広瀬川橋梁 - 東北本線
- 名取川左岸幹線下水管橋
- 千代大橋 - 国道4号（仙台バイパス）
- 広瀬川水管橋
- 広瀬大橋 - 仙台南部道路

## 淵と瀬
広瀬川中流域のうち、仙台市都心部の西端から南端を流れる部分では、広瀬川は大きく蛇行する。蛇行部には深い淵が形成され、その下流の水流が遅くなる直進部では瀬が見られる。各々の名称を以下に列挙するが、瀬は太字で表す。
上流
- 学川淵
- 燈篭淵
- 花岩淵
- 平淵
- 百人淵
- 釜淵
- 猫淵
- 巻淵
- 鵜長瀬
- 賢淵
- 滝ノ瀬
  - 牛越橋
- 藤助淵
- 観音淵
- 新兵淵
- 松淵
  - 澱橋
- 澱淵
- 澱瀬
- 胡桃淵
- 六兵衛淵
- 中の瀬
  - 仲の瀬橋
- 水無瀬
- 五間淵
  - 大橋
- 小川瀬
- 元虚空蔵淵
  - 評定河原橋
- 馬ノ背淵
  - 霊屋橋
- 源兵衛淵
- 唐戸淵
- 矢込瀬
- 松源寺淵
- 西光院淵
  - 愛宕大橋
  - 愛宕橋
- 宗禅寺淵
  - 宮沢橋
- 鎧淵
  - 広瀬橋
- ネギ洗の瀬

下流